# Alectoris melanocephala
La perdiz árabe (Alectoris melanocephala) es una especie de ave galliforme de la familia Phasianidae que habita los parajes desérticos de Yemen, Omán y Arabia Saudita. No se conocen subespecies.